# Paint (Film)
Paint ist eine US-amerikanische Filmkomödie von Regisseur und Drehbuchautor Brit McAdams, die am 7. April 2023 in die US-amerikanischen Kinos kam. In der Hauptrolle verkörpert Owen Wilson einen von Bob Ross inspirierten Maler, dessen populäre Fernsehsendung von einer jüngeren Künstlerin übernommen wird.

## Handlung
Nachdem Carl Nargle über 27 Jahre die beliebteste Malsendung im Fernsehen von Vermont moderiert und die Zuschauer mit seinem charakteristischen Flüstern begeistert hat, entscheidet sich der Sender dazu, ihn durch die jüngere Künstlerin Ambrosia zu ersetzen.

## Produktion

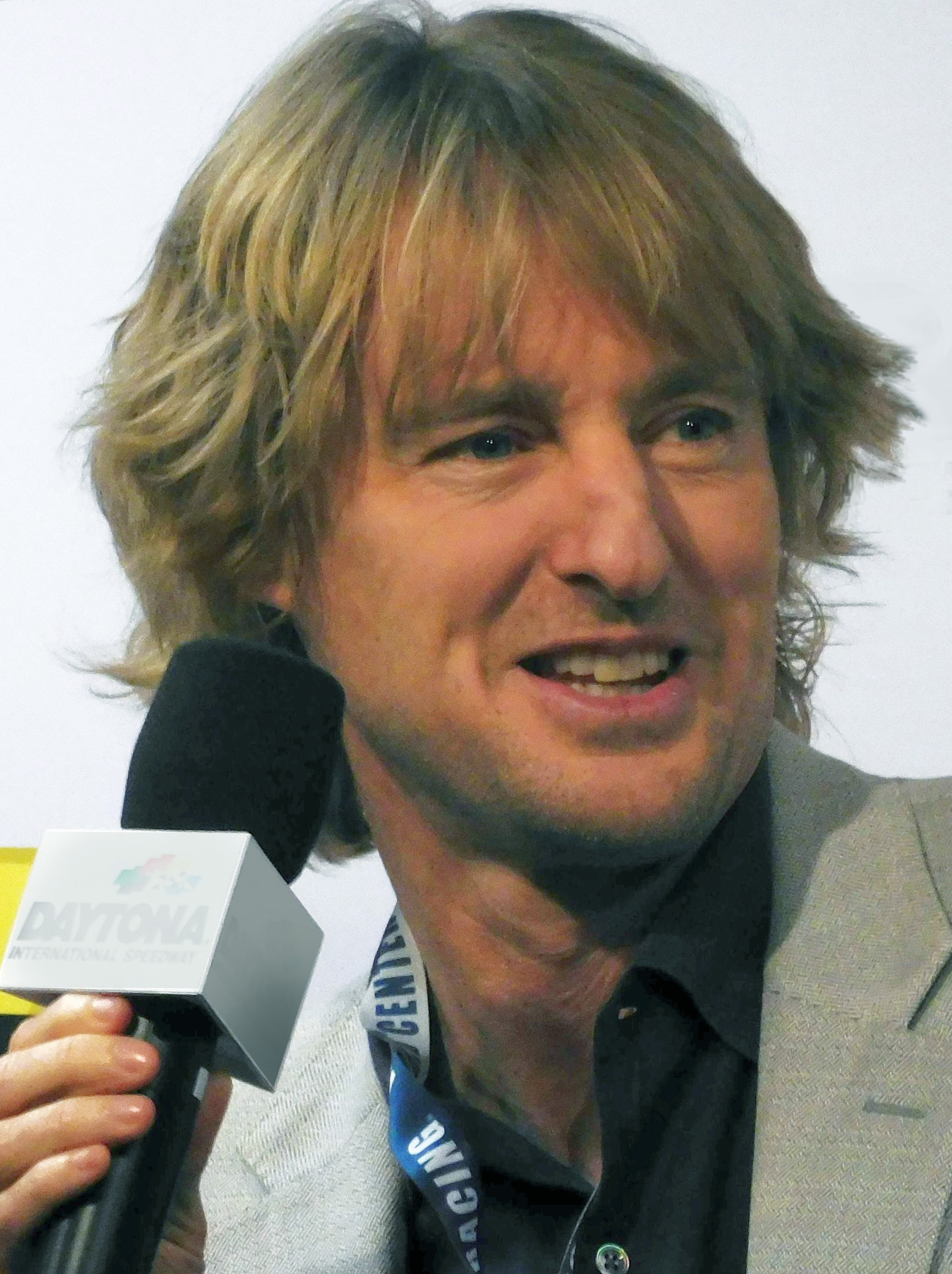
Darsteller Owen Wilson

Die von Brit McAdams geschriebene Filmkomödie Paint über einen von Bob Ross inspirierten Maler, der um seine Fernsehkarriere kämpfen muss, wurde im Jahr 2010 in Hollywoods Black List der besten unverfilmten Drehbücher aufgenommen. Die Idee zum Film kam McAdams in seinen 20er Jahren, als er im Zuge seiner Arbeit bei VH1 in Kontakt zu Prominenten kam, deren privates Auftreten nicht mit ihrem öffentlichen Image übereinstimmten. Der Filmemacher wollte daraufhin mit Paint die Idee von Ruhm und stagnierendem Wachstum auf einer kleineren und absurderen Bühne ausloten.
Nachdem Bob Ross Mitte der 2010er Jahre durch das Internet auch bei jüngeren Generationen an Bekanntheit erlangte, wurde das Filmprojekt im Jahr 2021 weiter vorangetrieben, als der Kunstsammler Peter Brant die Finanzierung übernahm und Paint gemeinsam mit Sam Maydew von Silver Lining Entertainment auch produzierte. Drehbuchautor McAdams übernahm auch den Regieposten, während die Hauptfigur Carl Nargle mit Owen Wilson besetzt wurde. Weitere Darsteller waren Michaela Watkins, Wendi McLendon-Covey, Ciara Renée, Lusia Strus, Stephen Root und Lucy Freyer.
Die Dreharbeiten mit Kameramann Patrick Cady erfolgten im Frühjahr 2021 in Albany, New York.
Ein erster Trailer zum Film wurde am 8. Februar 2023 veröffentlicht; ein zweiter folgte am 7. März 2023. Die Weltpremiere erfolgte am 23. März 2023 in Los Angeles. Nachdem sich IFC Films im November 2022 die nordamerikanischen Vertriebsrechte gesichert hatte, sollte Paint zunächst am 28. April 2023 in die US-amerikanischen Kinos kommen, wurde später allerdings auf den 7. April vorgezogen. Im Laufe des Jahres wurde der Film auch ins Programm von AMC+ aufgenommen. In Deutschland wurde Paint im Sommer 2023 direkt fürs Heimkino veröffentlicht.

## Synchronisation
Die deutschsprachige Synchronisation entstand nach einem Dialogbuch von Felix Stackfleth und unter der Dialogregie von Patrick Bach bei Deluxe Media.
| Rolle                | Darsteller           | Synchronsprecher   |
| -------------------- | -------------------- | ------------------ |
| Carl Nargle          | Owen Wilson          | Philipp Moog       |
| Katherine            | Michaela Watkins     | Marion von Stengel |
| Wendy                | Wendi McLendon-Covey | Jennifer Böttcher  |
| Ambrosia Iong        | Ciara Renée          | Vanessa Czapla     |
| Jenna                | Lucy Freyer          | Elise Eikermann    |
| Tony                 | Stephen Root         | Achim Buch         |
| Beverly              | Lusia Strus          | Katja Brügger      |
| Dr. Bradford Lenihan | Michael Pemberton    | Douglas Welbat     |
| Reuben               | Evander Duck Jr.     | Michael Bideller   |

## Rezeption

### Kritiken
Paint konnte 32 % der 104 bei Rotten Tomatoes gelisteten Kritiker überzeugen und erhielt dabei eine durchschnittliche Bewertung von 5,1 von 10 Punkten. Als zusammenfassendes Fazit zieht die Seite, aufgrund einer zu dünnen und nur wenig abwechslungsreichen Handlung werde der Film vor allem als schmerzhaft trockene Erfahrung in Erinnerung bleiben. Bei Metacritic erhielt Paint basierend auf 29 Kritiken einen Metascore von 45 von 100 möglichen Punkten.
Zu einem positiven Urteil gelangt Robert Abele von der Los Angeles Times, für den Paint eine farbenfrohe Mischung aus Comedy, Herz und Owen Wilson sei. Es handele sich zwar nicht um die ultimative Komödie, aber der Film verstehe es, sich durch wohlgewählte Töne die Lacher des Publikums zu verdienen. Die Figur Carl Nargle sei dabei eine perfekte Rolle für Hauptdarsteller Wilson, der sich in einer sich verändernden Welt wiederfinde und zwischen Albernheit, Verwirrung und Dummheit wandle. Auch Nebendarstellerin Michaela Watkins beweise mit einer ernsteren Rolle einmal mehr ihre Wandlungsfähigkeit als Schauspielerin, während insbesondere das Trio rund um Lusia Strus, Wendi McLendon-Covey und Lucy Freyer für lustige Momente sorge. Paint hätte sich mit diesen Voraussetzungen leicht wie ein in die Länge gezogener Sketch anfühlen können, doch Regisseur Brit McAdams bringe genug Herz und Persönlichkeit in den Film, sodass sich die Figuren allesamt rund und echt anfühlen würden. Auch einige nostalgische Spitzen in einem sonst eher zeitgenössischen Soundtrack könnten beim Publikum eine ungewöhnliche emotionale Resonanz hervorrufen.
Owen Gleiberman steht dem Film in seiner Kritik für Variety etwas kritischer gegenüber und urteilt, Paint sei eine amüsante, aber nicht ganz ausgereifte Satire über toxische Männlichkeit. Der Film sei zwar skurril, aber auch eintönig und vorhersehbar, wodurch er sich wie eine „Will-Ferrell-Komödie in Zeitlupe“ oder ein langgezogener Comedy-Sketch anfühle. Hauptdarsteller Owen Wilson verkörpere den amüsant ironischen Helden zwar mit perfekter Benommenheit, sei weitestgehend aber zu eindimensional, wodurch für Gleiberman ein richtiges Biopic über Bob Ross begrüßenswerter gewesen wäre.
Enttäuscht zeigt sich Jude Dry von IndieWire, für den Paint eine langweilige Komödie ohne Erzähltempo sei. Belanglose Details würden eine ohnehin schon dünne, alberne Handlung füllen und klobige Rückblenden vermeintlich aufregende Hintergrundgeschichten erzählen, was dazu führe, dass der Film vor sich hin dümpele und Witze nur schwer auszumachen seien. Dry kritisiert überdies die Rolle der weiblichen Figuren in Paint, die sich allesamt nur um Carl Nargle kümmern sollen, anstatt ihr eigenes komödiantisches Potenzial auszuspielen. Der Hauptcharakter selbst sei gleichzeitig ein peinlich unausgegorener Versuch seitens Regisseur Brit McAdams, Sexismus zu kritisieren.
Ein negatives Fazit zieht auch Jeannette Catsoulis von der New York Times, für die Paint eine in seinen Werten veraltete, nur wenig amüsante und stattdessen seltsam traurige Komödie sei. Über die gesamte Laufzeit wäre für sie nicht zu erkennen, was der Film eigentliche sein wolle: eine langweilige Romcom, in der sich erschreckend verächtlich über weibliche Begehren geäußert werde, oder doch das Filmporträt eines Landschaftskünstlers. Paint fehle es so an Schärfe, Inspiration und Substanz; der Hauptfigur gleichzeitig an Persönlichkeit. Einzig Ciara Renée und Stephen Root gelinge es, etwas Tempo in die Erzählung zu bringen.

### Einspielergebnis
Am Startwochenende belegte Paint in den Vereinigten Staaten mit einem Einspielergebnis von rund 750.000 US-Dollar den neunten Platz der US-amerikanischen Kino-Charts. Insgesamt konnte der Film rund 812.000 US-Dollar im nordamerikanischen Raum erwirtschaften.

### Auszeichnungen
Music Supervisors Guild Awards 2024
- Nominierung für die Beste Musik-Supervision in einem Film mit einem Budget unter 10 Millionen US-Dollar (Michael Turner)[20]